# Giải bóng đá vô địch quốc gia Ý 1898
Giải bóng đá vô địch quốc gia Ý 1898 là một sự kiện quan trọng trong lịch sử bóng đá Ý. Đây là giải đấu đầu tiên do Liên đoàn bóng đá Ý (FIGC) chứng thực và được coi là tiền thân chính thức của Serie A.

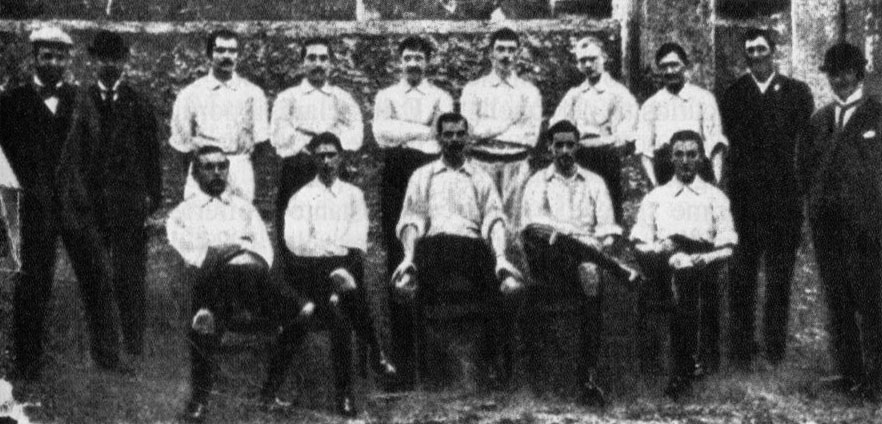
Những người chiến thắng

Đó là một giải đấu loại trực tiếp có sự tham gia của ba câu lạc bộ từ Turin và một câu lạc bộ từ Genoa. Cả ba trận đấu đều được diễn ra tại sân vận động Velodromo Umberto I ở Turin vào ngày 8 tháng 5, trong suốt một ngày. Đội chiến thắng ở mùa giải đầu tiên này là Genoa.

## Kết quả

### Bán kết
Tất cả các trận đấu diễn ra vào ngày 8 tháng 5 năm 1898.
| Internazionale Torino | 2–1 | F.B.C. Torinese |
| --------------------- | --- | --------------- |
|                       |     |                 |

| Ginnastica Torino | 0–2 | Genoa |
| ----------------- | --- | ----- |
|                   |     |       |

### Chung kết
| Internazionale Torino | 1–2 (s.h.p.) | Genoa |
| --------------------- | ------------ | ----- |
|                       |              |       |